# 케이프피어 (1991년 영화)
《케이프피어》(Cape Fear)는 마틴 스코세이지 감독에 의해 연출된 공포, 스릴러 영화이다. J.리 톰슨 감독의 1964년작 동명의 영화를 원작으로 제작되었다.
로버트 드니로, 닉 놀테, 줄리엣 루이스 등이 주연으로 출연하였으며, 버나드 허먼이 작곡한 원작의 사운드트랙을 사용하였다.

## 줄거리
변호사인 샘 보든(닉 놀테)은 집요하게 자기 뒤를 쫓아다니는 의문의 남자로부터 '잃는 것이 무엇인지를 가르쳐 주겠다'라는 협박을 받는다. 그 남자의 이름은 맥스 케이디(로버트 드니로)로, 14년 전 그가 변호를 맡았던 범죄자이다.
케이디가 강간 및 폭행죄로 기소당했을 때 샘 보든은 자신이 그의 변호사임에도 판결을 뒤집을 수 있는 중요한 증거를 숨겼던 것. 감옥에서 글을 배우며 그 사실을 알게 된 케이디는 각종 철학 서적 및 법률 서적을 독학하는 한편 강철같은 몸을 만들며 복수할 날만을 기다리고 있었던 것이다.
케이디는 보든이 키우던 개를 살해한다던지, 보든의 딸을 유혹하는 등 그의 가정을 파탄 직전으로 몰아 넣는다. 샘 보든은 결국 가족들과 함께 '케이프 피어'라는 휴양지로 도피하지만...

## 출연 배우
- 닉 놀테 - 샘 보든 역
- 로버트 드니로 - 맥스 케이디 역
- 제시카 랭 - 레이 보든 역
- 줄리엣 루이스 - 대니 역

## KBS 성우진 (1996년 9월 29일)
- 양지운 - 케이디(로버트 드 니로)
- 신성호 - 보든(닉 놀테)
- 이경자 - 리(제시카 랭)
- 최덕희 - 대니얼(줄리엣 루이스)
- 김현직
- 탁원제
- 한상덕
- 이종구
- 유해무
- 이연희
- 김준
- 김혜미
- 구자형

## 같이 보기
- 밤 그리고 다시 (1992년 영화)